# Suroor Salim
Suroor Salim Rubaya Othman Khuwaidem Mubarak (14 agosto 1982) è un ex calciatore emiratino, di ruolo attaccante.
Ha giocato in AFC Champions League con la maglia dell'Al Shabab Al Arabi Club.